# Voreres de Nova York
Voreres de Nova York (títol original: Sidewalks of New York) és una pel·lícula estatunidenca del 2001 dels gèneres comèdia i drama que està escrita i dirigida per Edward Burns, que també apareix en el llargmetratge. La trama segueix els vuit cicles de la vida de sis residents de Manhattan i les interconnexions formen un cercle que posa a cada un d'ells en molt menys del proverbial sis graus de separació dels altres.

## Argument
Tommy és un novaiorquès del barri de Queens que ha aconseguit l'èxit i viu a Midtown. Ara que sembla tenir-ho tot, busca formar una família. Després de trencar un llarg festeig, torna cautelosament al món de les cites de la mà de Carpo, un seductor que assegura haver-se ficat al llit amb més de cinc-centes dones. Sempre es comporta com el presentador de televisió que és, i contempla el sexe com un concurs. Així, en la Gran Illa, entre sis milions de persones, sis personatges van a la recerca de l'amor i la felicitat. Els coquetejos i les especulacions formaran part del joc.

## Crítica
- "Bona, senzilla (...) Vivíssima, captivadora"[2]

## Repartiment
- Edward Burns: Tommy Reilly
- Rosario Dawson: Maria Tedesko
- David Krumholtz: Benjamin Bazler
- Brittany Murphy: Ashley
- Stanley Tucci: Griffin Ritso
- Heather Graham: Annie Matthews
- Dennis Farina: Carpo